# Anartia pallida
Anartia pallida är en fjärilsart som beskrevs av Köhler 1923. Anartia pallida ingår i släktet Anartia och familjen praktfjärilar. Inga underarter finns listade i Catalogue of Life.